# 罗夫雷斯德尔卡斯蒂略
罗夫雷斯德尔卡斯蒂略，是西班牙拉里奥哈自治区的一个市镇。总面积36平方公里，总人口34人（2001年），人口密度1人/平方公里。